# 薩洛妮娜
薩洛妮娜（Salonina，—268年）是一位羅馬皇后，皇帝加里恩努斯的妻子。

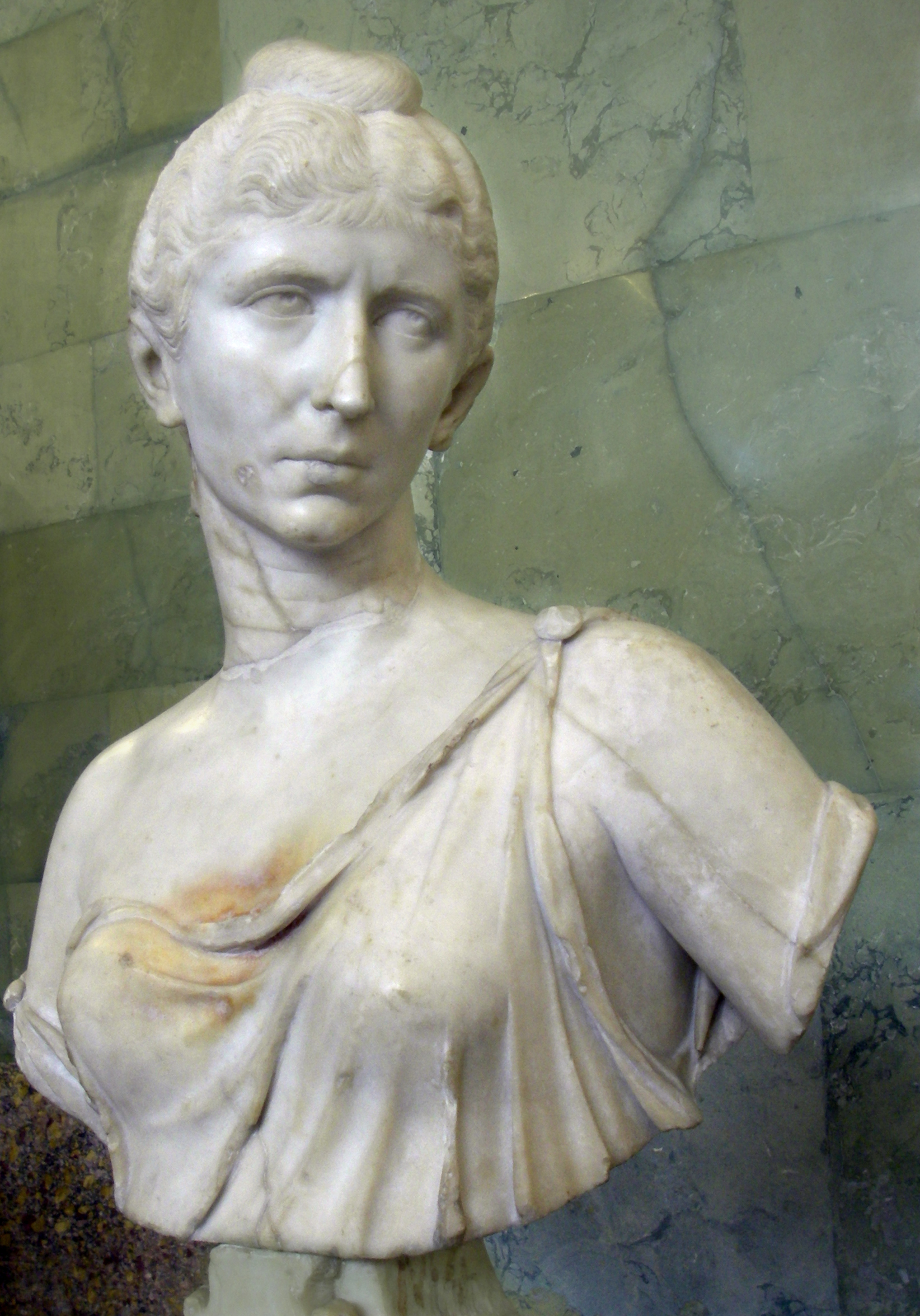
薩洛妮娜

薩洛妮娜為加里恩努斯生下三子：瓦勒良二世、薩洛尼努斯和馬里尼阿努斯。268年加里恩努斯於梅蒂奧拉努被刺殺身亡，薩洛妮娜於同年去世，死因不明。